# Nemania
Nemania Gray – rodzaj grzybów z rodziny próchnilcowatych (Xylariaceae).

## Charakterystyka
Do rodzaju Nemania należą grzyby nadrzewne wytwarzające węgliste, rozpostarte lub rozpostarto-odgięte podkładki z brodawkowatymi ostiolami i zmienną ilością miękkiego, białawego, brązowoszarego lub żółtego kontekstu. Podkładki nie uwalniają pigmentów w 10% KOH. Worki cylindryczne, krótkie lub długie, trwałe, z aparatem apikalnym o różnych kształtach, w odczynniku Melzera amyloidalnym (jak N. diffusa) lub nieamyloidalnym (jak N. serpens). Askospory o barwie od jasnobrązowej do ciemnobrązowej lub czarnobrązowej, elipsoidalne, cylindryczne lub wrzecionowate, nierównoboczne, lekko nierównoboczne lub prawie równoboczne, z ostrymi, wąsko zaokrąglonymi lub szeroko zaokrąglonymi końcami, z dobrze widoczną lub niepozorną porą rostkową o długości zarodnika do znacznie mniejszej niż długość zarodnika.

## Systematyka i nazewnictwo
Pozycja w klasyfikacji według Index Fungorum: Xylariaceae, Xylariales, Xylariomycetidae, Sordariomycetes, Pezizomycotina, Ascomycota, Fungi.
Takson utworzył Samuel Frederick Gray w 1821 r. Synonimy nazwy naukowej: Gamosphaera Dumort. 1822, Geniculosporium Chesters & Greenh. 1964.
Gatunki występujące w Polsce:
- Nemania aenea (Nitschke) Pouzar 1985
- Nemania atropurpurea (Fr.) Pouzar 1985
- Nemania confluens (Tode) Læssøe & Spooner 1994
- Nemania diffusa (Sowerby) Gray 1821
- Nemania effusa (Nitschke) Pouzar 1985
- Nemania serpens (Pers.) Gray 1821

Nazwy naukowe na podstawie Index Fungorum. Wykaz gatunków występujących w Polsce według W. Mułenki i innych źródeł.